# Negativicoccus
Genre
Negativicoccus est un genre de bactéries gram négatives de la famille des Veillonellaceae.

## Description
Ces bactéries gram négatives ont une forme de coques de 0,4 µM de diamètre. Après 48 h de croissance sur milieu Columbia blood, les colonies sont petites, circulaires, convexes et translucides avec un diamètre n'excédant pas les 0,5 µM

## Taxonomie
Le nom correct complet (avec auteur) de ce taxon est Negativicoccus Marchandin et al. 2010.
L'espèce type est : Negativicoccus succinicivorans Marchandin et al. 2010.

### Étymologie
L'étymologie de ce genre est la suivante : Ne.ga.ti.vi.coc’cus. L. masc. adj. negativus, négatif; N.L. masc. n. coccus, grain ou baie; de Gr. masc. n. kokkos, grain; N.L. masc. n. Negativicoccus, coque avec une paroi cellulaire typique des structures Gram-negatives avec une membrane externe observée au microscope électronique.

### Liste des espèces

#### Espèce valide
Selon LPSN (27 juin 2023), le genre Negativicoccus comprend deux espèces dont une seulement publié de manière valide :
- Negativicoccus succinicivorans Marchandin et al. 2010

#### Espèce publiée de manière non valide
- Negativicoccus massiliensis Togo et al. 2016